# مستعمره تاج لابوآن
مستعمره تاج لابوآن (انگلیسی: Crown Colony of Labuan) یک مستعمره تاج انگلیس در ساحل شمال غربی جزیره بورنئو بود که در سال ۱۸۴۸ پس از تصرف جزیره لابوآن از امپراتوری برونئی در سال ۱۸۴۶ تأسیس شد.